# Sialolithiasis

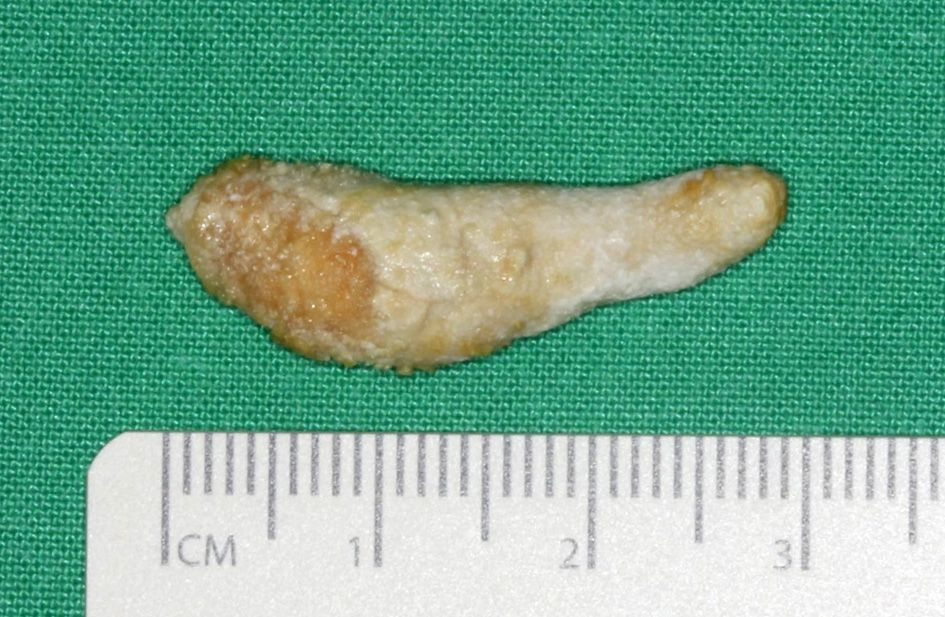
Speichelstein

Als Sialolithiasis (griech.: σίαλον, síalon, ‚Speichel‘; λίθος líthos ‚Stein‘, -ίασις -iasis ‚krankhafter Zustand‘) bezeichnet man die Speichelsteinbildung in Analogie zur Urolithiasis und Cholezystolithiasis, die den Abfluss des Speichels behindert und eine sekundäre Sialadenitis (Entzündung der Speicheldrüse) oder Sialodochitis (Entzündung des Speichelgangs) begünstigt.

## Ätiologie und Pathogenese

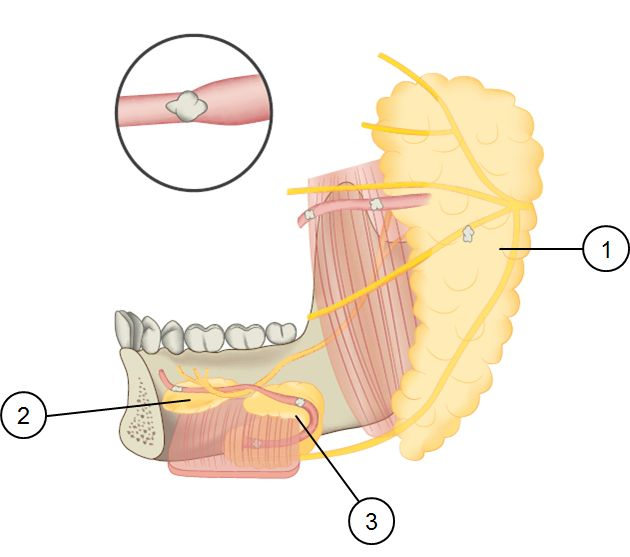
Die drei großen Speicheldrüsen:
1=Glandula parotis;
2=Glandula sublingualis;
3=Glandula submandibularis

Die Ätiologie und die Pathogenese der Sialolithiasis sind derzeit noch nicht abschließend geklärt. Neben lokalen Faktoren zählen allgemeine Krankheitszustände (Dehydratation), reduzierter Speichelfluss, geänderte Zusammensetzung des Speichels (pH-Verschiebungen, Erhöhung der Calciumkonzentration), Genussmittelkonsum (Nikotinabusus), primärer Hyperparathyreoidismus und das Eindringen von Bakterien und Nahrungsresten in die Speichelausführungsgänge zu den anerkannten Risikofaktoren für eine Steinbildung. Ein kausaler Zusammenhang mit systemischen Erkrankungen oder anderen Steinleiden, beispielsweise Nierensteinen, konnte bisher nicht nachgewiesen werden. Speichelsteine sind am häufigsten in der Glandula submandibularis (Unterkieferspeicheldrüse, ca. 83 %), weit seltener in der Glandula parotis (Ohrspeicheldrüse, ca. 10 %) und in der Glandula sublingualis (Unterzungendrüse, ca. 7 %) lokalisiert. Ursächlich für die unterschiedliche Verteilung ist zum einen, dass der Speichel der Unterkieferspeicheldrüse wesentlich mehr Calcium und Phosphat enthält als der Speichel der Ohrspeicheldrüse und ein relativ viskoses Sekret ist. Das Calcium ist insbesondere für die Remineralisation der Zähne zuständig, was auch an der bevorzugten Zahnsteinbildung an den Lingualflächen der Unterkieferfrontzähne sichtbar wird. Zum anderen scheint der lange, gewundene und nach oben ansteigende Verlauf des Ausführungsganges (Ductus Wharton) bei der Entstehung eine Rolle zu spielen. Lippen und Wange sind die bevorzugte Lokalisation von den seltenen Speichelsteinen der kleinen Speicheldrüsen.

## Morphologie und Lokalisation

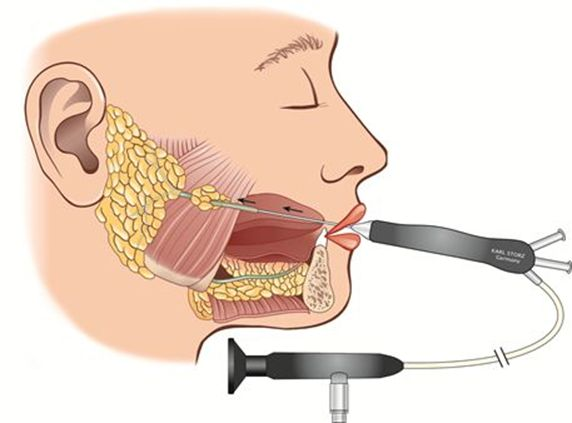
Schematische Darstellung einer Speichelgangspiegelung am Beispiel der rechten Glandula parotis

Die Steine bestehen aus einer zentralen organischen Matrix aus Glykoproteinen, Mukopolysacchariden, Lipiden und Zelltrümmern von Bakterien und den Gangwänden mit konzentrischen anorganischen Anlagerungen, vorwiegend aus Calciumphosphat (z. B. Brushit, Apatit, Dahllit, Whitlockit, Hydroxylapatit und Weddellit). Bei Submandibularissteinen überwiegt der anorganische Anteil den organischen mit ca. 81 % bei weitem. Die Steine der Glandula submandibularis liegen in 9 % der Fälle im intraparenchymatösen Gangsystem, in 57 % im Hilusbereich und in 34 % im distalen Gangsystem. Im Vergleich dazu liegen die Steine in der Glandula parotis zu 23 % im intraparenchymatösen Gangsystem, zu 13 % im Hilusbereich und zu 64 % in distalen Ductus Stenon.

## Klinik/Symptome
Die meisten Patienten berichten über wiederholt auftretende, schmerzhafte Schwellungen im Bereich der betroffenen Drüse. Ganz charakteristisch für eine Speichelabfluss-Störung ist ein enger zeitlicher Zusammenhang zwischen der Anregung der Speichelproduktion, beispielsweise durch Nahrungsaufnahme, und dem Auftreten der Beschwerden. Ungefähr die Hälfte der Patienten klagt hierbei über eine Schwellung, die mit Schmerzen einhergeht, nur eine Schwellung bemerken zirka 45 Prozent, ausschließlich Schmerzen ohne erkennbare Schwellung geben etwa 3,3 Prozent an; die restlichen 0,7 Prozent werden zufällig während aus anderen Gründen erfolgenden Untersuchungen entdeckt, zum Beispiel bei einer zahnärztlichen Röntgenaufnahme. Wenn sich eine akute Entzündung entwickelt, kann es zum Ausfluss von Eiter in der Mundhöhle kommen und im Extremfall zu einem Abszess im Inneren der Drüse. Da meistens nur eine der großen Kopfspeicheldrüsen betroffen ist, gehört Mundtrockenheit nicht zu den Beschwerden, die durch ein Steinleiden verursacht werden.

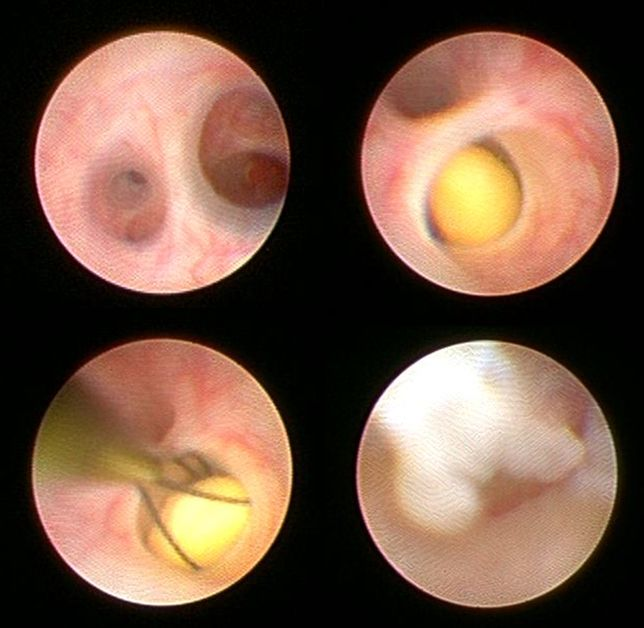
Darstellung eines regulären Gangsystems (oben links), eines Speichelsteins (oben rechts), eines Steins im Fangkörbchen (unten links) und von Schleimpfropfen im Speichelgang (unten rechts)

## Diagnostik
Die Diagnostik beginnt mit der klinischen Untersuchung, wobei hier die Beurteilung des Speichelfusses und die Austastung der Mundhöhle am wichtigsten sind. Das wichtigste und oft auch ausreichende bildgebende Verfahren ist die Sonographie. Die Vorteile der Sonographie bestehen in der sofortigen Verfügbarkeit, der fehlenden Strahlenbelastung und Invasivität und den geringen Anschaffungskosten der Geräte im Vergleich zu Großgeräten wie MRT oder CT. Hierdurch lassen sich ca. 97 % der Steine einer Größe von 1,5 bis 3 mm nachweisen. Ein weiteres wichtiges Verfahren ist die Kernspintomographie (MR-Sialographie), mit der flüssigkeitsgefüllte Hohlräume sehr gut dargestellt werden können. Sie kommt ohne Kontrastmittel und Röntgenstrahlung aus und erlaubt eine sehr gute Weichteildarstellung und hat daher die früher häufig eingesetzte Röntgen-Sialographie weitgehend verdrängt. Andere bildgebende Verfahren wie die konventionelle Sialographie, die Computertomographie (CT), die Speicheldrüsenszintigraphie oder konventionelle Röntgenaufnahmen sind nur noch speziellen Fragestellungen vorbehalten oder zur Zufallsdiagnostik angezeigt. In den letzten 25 Jahren hat sich mit der direkten Speichelgangspiegelung (Sialendoskopie) ein weiteres Verfahren etabliert: sie wird mit miniaturisierten, semirigiden Endoskopen mit integriertem Spül-, Arbeits- und Lichtkanal durchgeführt. Durch die Endoskopie ist eine direkte Visualisierung von Steinen, Gangstrikturen und entzündlichen Veränderungen möglich. Neben der Diagnose ist eine sofortige Therapie möglich: über einen Arbeitskanal können Zangen, Bohrer, Dilatationsballons, Laserleiter und Steinfangkörbchen in den Gang eingeführt und größere Steine zertrümmert und kleinere direkt entfernt werden.

## Konservative Behandlung
Bei der Erstbehandlung steht bei Symptomfreiheit die abwartende Haltung im Vordergrund. Bei Beschwerden aufgrund eines Steines kommen zunächst konservative Therapieverfahren – wie saure Drops und andere Sialagoga, Flüssigkeitszufuhr, Drüsenmassage, Antibiotika und Kälteapplikation – zur Anwendung. Dadurch sollen, eventuell unterstützt durch die Aufweitung des Ausführungsganges mit einer Sonde, kleine Steine oder Steinfragmente ausgespült werden. Antibiotika kommen bei einer akuten Entzündung durch den Speichelstau zum Einsatz. Erst nach erfolgloser konservativer Therapie kommen die chirurgischen Verfahren in Frage; hierbei stehen die minimalinvasiven Verfahren, deren Maxime der strukturelle und funktionelle Erhalt der erkrankten Drüse ist, im Vordergrund.

## Minimalinvasive Behandlung
Analog zur Harnsteinentfernung kann der Speichelstein auch mittels extrakorporaler Stoßwellenlithotripsie (ESWL) entfernt werden. Sie ist eines der ältesten drüsenerhaltenden Verfahren und inzwischen auch durch lange Nachuntersuchungszeiten großer Fallserien wissenschaftlich untermauert. Die Zertrümmerung der Steine erfolgt dabei mit einem elektromagnetischen Lithotripter (in der Regel drei Behandlungen mit 3000 Pulsen im Abstand von mindestens vier Wochen)  Hierbei lassen sich in erfahrenen Zentren Steinfreiheitsraten von 53–80 % im Falle der Gl. parotis und von 12–63 % im Falle der Gl. submandibularis bzw. Beschwerdefreiheitsraten von bis zu 83 % bzw. 94 % erzielen. Bei der interventionellen Speichelgangspiegelung werden mit Zangen, Fangkörbchen, Bohrern, Ballons oder mit einem Laser Steine desintegriert und entfernt sowie verengte Gangareale aufgedehnt. Außerdem lässt sich durch dieses Verfahren die Erfolgsrate der extrakorporalen Stoßwellenlithotripsie (ESWL) verbessern, da kleine verbliebene Restkonkremente nach einer ESWL-Behandlung aus dem Gangsystem entfernt werden können.

## Operative Behandlung
Eine operative Behandlung ist in örtlicher Betäubung oder in Allgemeinnarkose möglich. Es wird im einfachsten Fall der Gangschlitzung eine Sonde in den Speichelgang eingeführt, wodurch der Speichelgang gut darzustellen ist. Der Speichelgang wird dann über dem Stein mit einem Schnitt eröffnet und der Stein entfernt. Die Wundränder können in Einzelfällen mit der Umgebung vernäht werden, um einer narbigen Einengung des Speichelganges vorzubeugen. Alternativ wird vorübergehend ein dünner Schlauch in den Speichelgang eingelegt. Eine operative Steinentfernung ist auch in Kombination mit der Speichelgangspiegelung möglich, wenn Steine sehr weit im Drüsenkörper gelegen sind. Dann weist das Licht des Endoskops den Weg, wo gezielt im Mundboden oder von außen vor dem Ohr über einen kleinen Schnitt der Stein geborgen werden kann. Sollte keines der oben genannten Verfahren zum Erfolg führen, kommt schließlich die Entfernung der betroffenen Drüse als Parotidektomie im Falle der Ohrspeicheldrüse oder Submandibulektomie im Falle der Unterkieferspeicheldrüse zur Anwendung. Dies ist heute nach Ausschöpfung aller konservativen und minimalinvasiven Techniken nur noch in wenigen Fällen erforderlich.

## Komplikationen
Bei Manipulationen an den Speichelgängen kann es neben einer Blutung zu einer narbigen Einengung des Speichelgangs kommen. Selten verursachen Desinfektionsmittel Rötungen, Reizungen und Entzündungen. In sehr seltenen Fällen muss bei einem Fortbestehen einer Speicheldrüsenentzündung oder einem Misslingen der minimalinvasiven Speichelsteinentfernung die gesamte Speicheldrüse entfernt werden. Dann können Verletzungen von benachbarten sensiblen oder sensorischen Nerven (Hautnerven, Zungennerv) mit entsprechenden Gefühls- und Geschmackausfällen oder von motorischen Nerven (Gesichtsnerv) mit Lähmungen in deren Versorgungsgebiet, z. B. dem Mundwinkel, vorkommen.